# Тасеографія

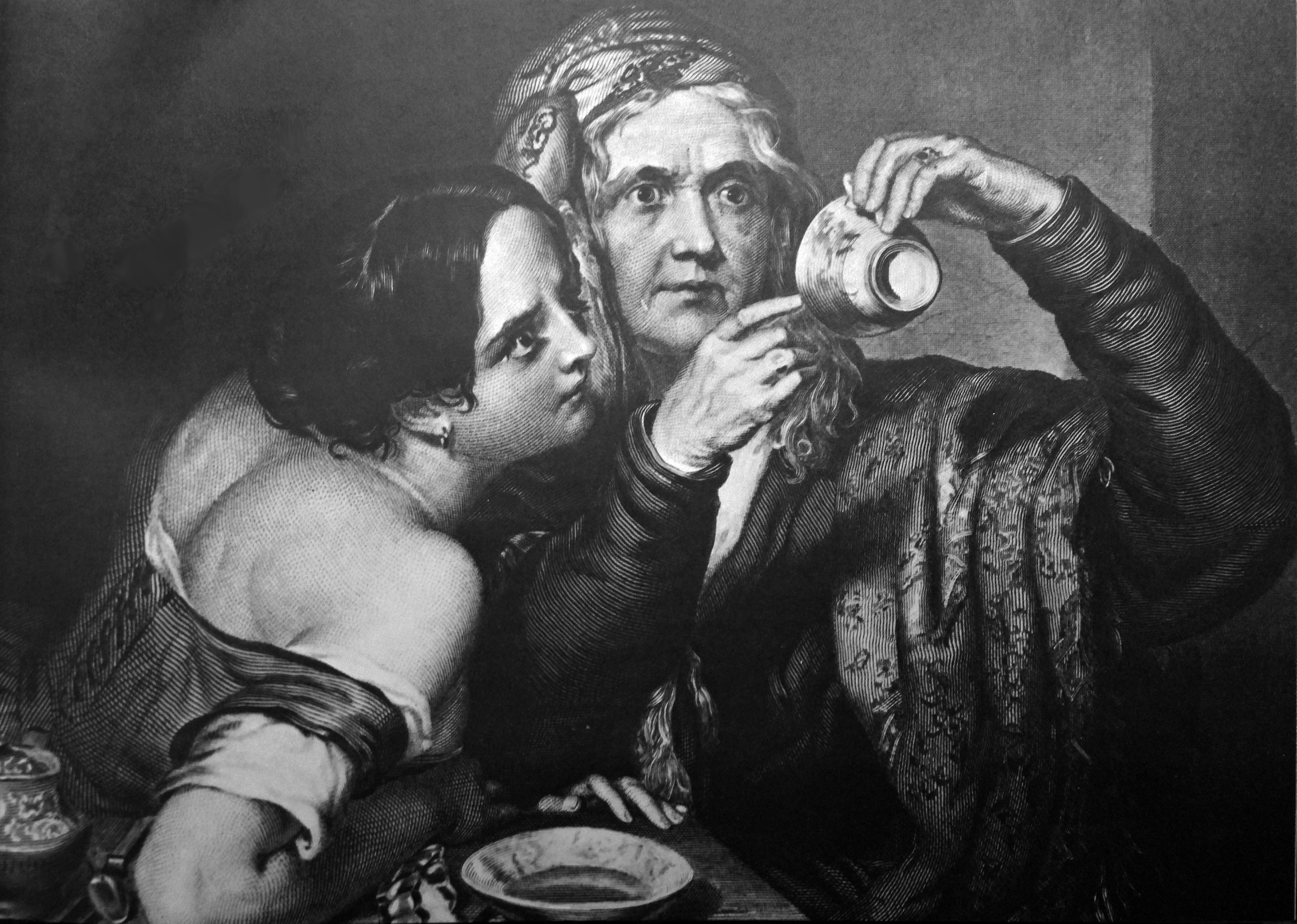
«Cleas an ćopáin — Cup tossing». Ніколас Хосеф Кроулі. 1842.

Тассеогра́фія; тасеомантія (англ. tasseography, tasseology, tasseomancy) — пророкування долі за допомогою візерунків чайного листя що залишаються на дні чашки. Такі візерунки трактуються за певними канонами й нараховують від 40 знаків, що увібрали в себе різні візерунки та фігури, що нагадують предмети, тварин, рослини.
Хороші знаки: амулет; арка; черевик; букет; вінок; голуб; дуб; жолудь; зерно; інжир; конюшина; корабель; кошик з квітами; корова; корона; коло; лебідь; міст; орел; пальма; підкова; птахи; бджола; ріг достатку; троянда; слон; качка; квіти; якір; янгол.
Погані знаки: барабан; крук; труна, дуга; змія; квадрат; кинджал; корабельна аварія; коса; хрест; кажан; меч; мавпа; хмари; пісочний годинник; гармата; скелет; сова; прапор; череп; чорний прапор.
Оскільки чай з'явився в Європі на початку XV століття, а звичним напоєм став лише у XVIII столітті культура чаювання розвивалася там, де він входив у побут, де домогосподарки розважаючи гостей приписували чаю містичні властивості, зокрема передбачення доль того, хто випивав чашку до дна. Так народився ще один спосіб гадання — ворожіння на чаї, який досяг піку популярності в XIX столітті й поширився серед знатних осіб двору.